# 奥尔图基奥
奥尔图基奥（義大利語：Ortucchio），是意大利阿奎拉省的一个市镇。总面积35.64平方公里，人口1763人，人口密度49.47人/平方公里（2021年）。ISTAT代码为066064。